# Vittorio Grigolo
Vittorio Grigolo (né le 19 février 1977, à Arezzo, Italie), est un chanteur lyrique italien à la tessiture de ténor.

## Biographie et carrière
Vittorio Grigolo est né à Arezzo, mais a passé son enfance à Rome. Il a commencé à chanter à l'âge de quatre ans. Quand il avait neuf ans, il a accompagné sa mère chez l'opticien et, entendant quelqu'un chanter dans une autre pièce, il a spontanément commencé sa propre interprétation de l'Ave Maria. Le chanteur, le père de l'opticien, a été si impressionné qu'il a accompagné, dès que possible, Grigolo à une audition pour le Chœur de la chapelle Sixtine.

### Débuts
Vittorio a été finalement choisi pour faire partie du chœur de la Chapelle musicale pontificale Sixtine comme soliste. Il a alors étudié pendant cinq ans à la Scuola Puerorum à la Chapelle Sixtine.sous la direction de Maestro Domenico Bartolucci. À 13 ans, il a joué le Pastorello dans une exécution de Tosca à l'Opéra de Rome, où il a partagé la scène avec Pavarotti, ce qui a lui a valu à l'époque le surnom de 'Il Pavarottino'
À 17 ans, il fait ses débuts comme ténor sur les scènes lyriques. L'année suivante, il commence à se faire connaître à l'étranger, interprétant Don Narciso dans Il turco in Italia à l'Opéra de Vienne. À 23 ans, en 2000, il est le plus jeune ténor soliste à participer au gala inaugural de la saison de La Scala à Milan. Il fut exempté de service militaire à cause de sa carrière prometteuse.
Il interprète d'abord des rôles secondaires comme celui de Cassio dans l'Otello de Verdi, aux côtés de José Cura et de Krasimira Stoyanova à Barcelone en 2007, dont il est sorti un DVD.

### Carrière internationale
En 2009 en Avignon, c'est en Edgardo dans Lucia di Lamermoor qu'il est remarqué par les critiques en France avec ce commentaire élogieux «C’est le ténor Vittorio Grigolo (Edgardo) qui a raflé la mise et dominé incontestablement tout le casting. Quelques mois plus tard, durant l'été 2009, il est Alfredo dans La traviata aux Chorégies d'Orange aux côtés de Patrizia Ciofi, représentation retransmise à la télévision française.
En 2010, il fait ses débuts au Metropolitan Opera de New York dans le rôle de Rodolfo dans La bohème, dans la mise en scène historique de Franco Zeffirelli après avoir chanté une première fois outre atlantique, Gennaro dans Lucrezia Borgia aux côtés de Renée Fleming, au Washington national opera en 2008.
Il se produit pour la première fois à l’Opéra national de Paris en 2013, aux côtés de Patrizia Ciofi, dans Lucia di Lammermoor. En août 2013, il participe au premier « Concert de Paris » au Champ de Mars devant plus de 800 000 spectateurs.
Il approfondit le répertoire lyrique au travers de différents rôles, notamment le Duc de Mantoue dans Rigoletto qu'il incarne de multiples fois, autant à la Scala de Milan qu'à l'Opéra de Paris, puis au Royal Opera House de Londres dans diverses mises en scène, sous la direction des plus grands chefs d'orchestre. Il est également un Nemorino "exubérant" dans l'Elixir d'amour en 2014 au Royal Opera House de Londres, avant de l'être au Metropolitan Opera et à l'Opéra de Paris.
Il se produit également dans le répertoire lyrique français, notamment en Chevalier Des Grieux dans le Manon de Massenet aux côtés d'Anna Netrebko en 2010 puis successivement dans le rôle-titre de Faust en 2011, dans celui des Contes d'Hofmann, à Londres, au Royal Opera House, en 2016 aux côtés de Sonya Yoncheva , puis à Los Angeles en 2017 aux côtés de Diana Damrau. Il chante également un premier rôle tragique, Werther au Royal Opera House sous la direction de son directeur musical Antonio Pappano en 2015 dans la production de Benoit Jacquot, avant de chanter le rôle du poète suicidaire, à New York, au Metropolitan Opera en 2017. Et il est également Roméo dans Roméo et Juliette à nouveau au Metropolitan Opera, en 2017, aux côtés de la Juliette de Diana Damrau, performance retransmise en live HD dans les cinémas du monde entier. Il reprend ce rôle à la Scala de Milan en 2020 .
Il franchit encore un pas à la fois dans l'élargissement de son répertoire à des rôles plus lourds et dans la notoriété internationale, en incarnant Cavaradossi dans Tosca avec la nouvelle production de David Mc Vicar au Metropolitan Opera de New York en 2018. Il remplaçait alors Jonas Kaufmann initialement pressenti qui avait déclaré forfait. Il remplace à nouveau le ténor dans ce même rôle pour quelques séances à l'Opéra de Paris en 2019.

### Expériences diverses et originales
Il a  également repris le rôle de Tony dans West Side Story dans un enregistrement de 2007.
Vittorio Grigolo a été le premier à proposer deux opéras célèbres sur des scènes des plus insolites, La Traviata à la gare centrale de Zurich en 2008 et L'Elixir d'amour à l’aéroport de Milan Malpensa en 2015, dans le but de faire découvrir l'opéra aux jeunes, en le soustrayant à son emplacement traditionnel, car, comme il le dit, “Opera a besoin de renouveler son public, mais les jeunes doivent aussi redécouvrir leurs racines culturelles”.
En 2010, à l'écran, Vittorio Grigolo a interprété le duc de Mantoue dans le film télévisé «Rigoletto a Mantova», diffusé en direct et produit par la Rai sur une idée d'Andrea Andermann et réalisé par Marco Bellocchio. Il y interprète le rôle du duc de Mantoue sur les lieux de l’action aux côtés de Plácido Domingo dans le rôle-titre.
Le 6 septembre 2017, dans le temple de l'opéra, les Arènes de Vérone, Vittorio a l'honneur d'interpréter la chanson-romance «Luciano» écrite par Nicola Piovani lors de la soirée commémorant le dixième anniversaire de la mort de Luciano Pavarotti, mentor de Grigolo.
Il fait de nombreuses incursions dans le monde de la musique pop. En 2015, Vittorio Grigolo partage la scène avec Brian May lors de la soirée de gala «Lo spettacolo sta per iniziare» (Le spectacle est sur le point de commencer) aux Arènes de Vérone. L'année suivante, il se produit avec Sting à Carnegie Hall pour le concert biennal Revlon pour le Rainforest Fund, organisé par Sting et par Trudie Styler. Son interprétation de «Caruso» de Lucio Dalla, avec qui il partageait une grande amitié, est par ailleurs mémorable.

### Attitude inappropriée et sanctions
Mais à la suite d'un différend concernant son comportement aux saluts avec une choriste et ses collègues lors d'une tournée au Japon du Royal Opera House, en septembre 2019, Vittorio Grigolo, accusé d'attitude inappropriée, a été suspendu de ses engagements à Londres et au MET de New York. Un mauvais coup pour la carrière d'un ténor quadragénaire qui a réalisé ses plus belles prestations sur ces deux scènes : Nemorino, Hofmann, Werther, Rigoletto par exemple au Royal Opera House, Roméo, Cavaradossi et Werther à nouveau au Metropolitan Opera. Il voit alors nombre de ses engagements programmés dans ces deux maisons, purement et simplement annulés, malgré les excuses que formule le ténor, considérant qu'il s'agit d'une mauvaise interprétation de son comportement.

### Poursuite de la carrière
L'italie, la France et l'Espagne continuent cependant de l'accueillir et il retourne sur des scènes de prestige, notamment aux Arènes de Vérone où il incarne Alfredo ou à la Scala de Milan où il reprend avec succès son Roméo en 2020. Il poursuit sa carrière en abordant de nouveaux rôles, débuts souvent repoussés du fait des annulations dues aux fermetures de salles durant la pandémie de COVID 19. Ainsi aborde-t-il Don José dans Carmen au Staatsoper de Vienne début 2022 dans la mise en scène de Calixto Bieito, puis Manrico du Trovatore, à Barcelone au Liceu en octobre 2022. Il ouvre également, en septembre 2022, la saison de l'Opéra de Vienne aux côtés d'Anna Netrebko dans La bohème, acceptant cet engagement de dernière minute en remplacement de la Juive initialement prévue avec deux artistes, Sonya Yoncheva et Roberto Alagna, qui ont dû renoncer pour maladie. Il remplace à l'opéra de Paris pour une seule séance, le ténor Joseph Calleja, souffrant, dans le rôle de Don José (Carmen) dans la même mise en scène qu'à Vienne, en novembre 2022.

## Discographie
Son premier album est disque de platine. Il obtient une nomination aux Grammy Awards pour «West Side Story de Bernstein». Son album chez Sony Classical, « Il tenore italiano » fut n ° 1 de l’album classique du Billboard.
- 2006 : In the Hands of Love. Label : Mis, CD, (ASIN B000EGCT54).
- 2010 : The Italian Tenor. Label : Sony Music Entertainment, CD, (ASIN B003VKW0RC).
- 2011 : 
  - Festl. Adventskonzert 2010 Dresdner Frauenkirche. Label : Sony Music Entertainment, CD, (ASIN B005L12SEY).
  - Arrivederci. Coro del Teatro Regio (Parme) & Orchestra. Label : Sony Music Entertainment, CD, (ASIN B0055B0MF2).
- 2013 : 
  - Vittorio Grigolo: les Plus Grands Airs de l'Opéra Italien. Coro del Teatro Regio (Parme) & Orchestra del Teatro Regio di Parma. Label : Sony Music Entertainment, CD, (ASIN B00D6KUOSO).
  - Ave Maria. Label : Mis, CD, (ASIN B00F3AC622)
- 2014 : 
  - The Romantic Hero - Edition Deluxe. Alessandra Martines, Orchestre symphonique national de la RAI. Label : Sony Music Entertainment, CD, (ASIN B00HENJ6SI).
  - Inspirato (en), est l'album studio XVIIe par Yanni, avec la collaboration de : Plácido Domingo, Renée Fleming, Rolando Villazón et autres ... Sony Music Entertainment, CD, (ASIN B00HWJ2GEK).
- 2016 :
  - Italia un Sogno. Label : Mis, CD, (ASIN B01LXIIZFS).
  - Verdi, Puccini / Three Live Films. Format : PAL/DVD-(4). Studio : Belvédère. (ASIN B01M1BSE3Q).
- 2024 : Verissimo, airs de l'opéra italien, période vériste et oeuvres de Puccini, Orchestre national tchèque, direction : Pier Giorgio Morandi. 1 CD Sony Classical. Enregistré à Prague les 25/26 novembre 2016, ainsi que dans les Empire Studios de Cavarzere en mai 2023[30]

## Récompenses et nominations
Prix
En 2007, il est lauréat des prix EBBA  pour son album : In the Hands of Love. Lancés par la Commission européenne, les prix European Border Breakers Award (EBBA) constituent un prix de l'Union européenne. La sélection et la cérémonie de remise des prix sont organisées par la Fondation Noorderslag, dont l'objectif est d'encourager la diffusion de la musique pop européenne.
Il a reçu le prestigieux Echo Klassic Newcomer pour l’année 2011.
En 2015, la mairie de Sorrente lui a décerné le Premio Caruso pour sa contribution à la diffusion de la culture italienne dans le monde.
En 2015, il reçoit à nouveau le « Tiberini d’Oro » en reconnaissance de sa brillante carrière dans l’opéra.
L'année suivante, il a reçu le « Distinguished Artistic Leadership Award » du Conseil de l'Atlantique  pour sa contribution au renforcement des relations transatlantiques et le Premio Puccini 2016, en reconnaissance de son interprétation expressive et passionnée de l'un des rôles les plus captivants de Puccini, Rodolfo.
En 2017, il a reçu le prix NIAF Special Achievement de la National Italian American Foundation.
Nominations
- Grammy Awards 2008. Meilleur spectacle musical de l'Album : West Side Story (musical).